# Midnight Rambler
Midnight Rambler är en låt från 1969 av The Rolling Stones skriven av Mick Jagger och Keith Richards i april samma år som finns med på deras album Let It Bleed. Jagger sade i en intervju att "det är en låt som jag och Richards verkligen skrev tillsammans. Vi var på semester i Italien i ett par dygn. Vi skrev allt till låten där, till och med tempoväxlingar". Låtens text är delvis baserad på "Bostonstryparen" Albert DeSalvos erkännande till tretton kvinnomord i Boston.
Studioversionen kom att bli en av de sista Rolling Stones-låtarna som Brian Jones medverkade på. Han krediterades för percussion på låten. Ry Cooder medverkar på slidegitarr. Låten innehåller en mittsektion där tempot sänks kraftigt, för att sedan långsamt snabbas upp igen. Låten kom med på livealbumet Get Yer Ya Ya's Out 1970 i en nio minuter lång version, nu med Mick Taylor på gitarr och slidegitarr. Denna version finns även med på samlingen Hot Rocks, 1964-1971.